# Barbara Kelly
Barbara Kelly (Vancouver, 5 oktober 1924 - Hampstead, Londen, 14 januari 2007) was een Canadees actrice. Ze is bekend geworden door haar rol in An Evening at Home With Bernard Braden And Barbara Kelly waar ze samen met haar man, Bernard Braden (1916-1993), in speelde.
In de jaren 50 en de jaren 60 fungeerde ze als een panellid in de Britse versie van What's My Line?.

Kelly overleed op 82-jarige leeftijd aan de gevolgen van kanker.
- International Standard Name Identifier: 0000 0000 7898 8160
- Library of Congress Control Number: no91015757
- Virtual International Authority File: 53713786
- WorldCat: E39PBJrgCpQTDj3B8Y7fw6bKh3